# Ken Vedsegaard
Ken Vedsegaard (født 14. oktober 1972 i København) er en dansk skuespiller og instruktør uddannet fra Aarhus Teater 2000. I tv har han medvirket i en række serier på både DR og TV 2; Krøniken, TAXA, Forbrydelsen II, Strisser på Samsø og Rejseholdet.

## Filmografi
- Skyggen af Emma (1988) – Albert
- Guldregn (1988) – Lasse Brandt
- Drengene fra Sankt Petri (1991) – Gymnasieelev
- Høfeber (1991) – Knallertkører
- En dag i oktober (1991) – Modstandsmand
- Det forsømte forår (1993) – Unge Aksel Nielsen
- Vildbassen (1994)
- Sidste time (1995) – Rasmus
- Fede tider (1996) – Henrik
- Slim Slam Slum (2002) – Verner
- Den Rette Ånd (2005) – Poul
- A Viking Saga (2007) – Oleg
- ...og det var Danmark (2008) Speaker

### Tv-serier
- Guldregn, (1986) - Lasse

- Strisser på Samsø, afsnit 1-3 (1997) – Fisker/Mand på kroen
- Taxa, afsnit 36 (1999) – Vennen
- Rejseholdet afsnit 24 (2002) – Carsten
- Hotellet afsnit 45, 46, 47, 48 (2002) – Rolf
- Krøniken afsnit 1-15 (2004-2005) – Erik Nielsen
- Maj & Charlie afsnit 1-13 (2008) – Bo
- Forbrydelsen II afsnit 1- 10 (2009) – Jens Peter Raben
- Tomgang
- Black Widows 8 afsnit (2016) – Jesper Bang
- Merkur (2016)
- Den lille Havfrue (Kong Tritons stemme 2023)
- Generationer (2025) – politiefterforskeren Denniz